# Uherka
Die Uherka ist ein etwa 44,05 km langer linker Zufluss des Bug im Südosten Polens (Woiwodschaft Lublin).
Der Fluss entspringt im Dorf Depułtycze Stare, fließt in nordnordöstlicher Richtung durch die Stadt Chełm, passiert den Landschaftsschutzpark Chełmski Park Krajobrazowy, wendet sich auf der Höhe von Sawin nach Osten und mündet auf der Höhe des Dorfs Siedliszcze in der Gemeinde Wola Uhruska in den Bug.
Zu den wichtigsten Nebenflüssen gehören: Janówka, Słyszówka, Garka, Lepietucha und Gdola.